# Odo ariguanabo
Odo ariguanabo es una especie de araña del género Odo, familia Xenoctenidae. Fue descrita científicamente por Alayón en 1995.
Habita en Cuba.